# Warszawa Targówek

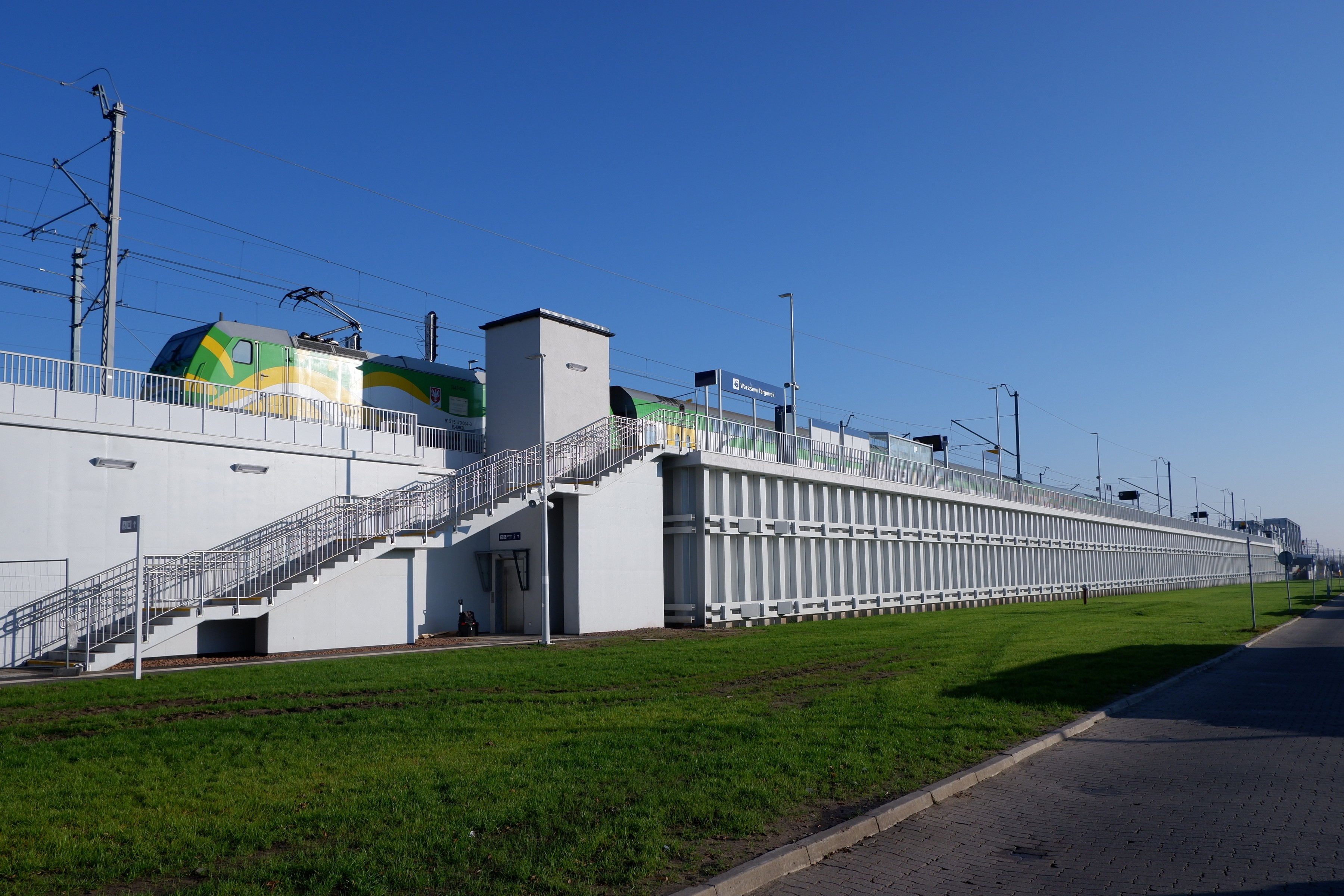
Przystanek Warszawa Targówek od strony zachodniej

Warszawa Targówek (wcześniejsza robocza nazwa Warszawa Stalowa) – kolejowy przystanek osobowy w Warszawie położony na linii nr 9 Warszawa Wschodnia Osobowa – Gdańsk Główny. 

## Ruch pasażerski[2]
| Rok  | Wymiana pasażerska na dobę |
| ---- | -------------------------- |
| 2021 | 0-9                        |
| 2022 | 20-49                      |
| 2023 | 20-49                      |

## Opis
Przystanek powstał w ramach modernizacji magistrali kolejowej E20 i linii na wschód od Warszawy, w pobliżu wiaduktu kolejowego nad ulicą Radzymińską. PKP PLK ogłosiły przetarg na przebudowę linii wraz z budową przystanku w lutym 2017. Prace budowlane miały być zrealizowane w latach 2019–2020. Rozpoczęły się 15 grudnia 2019. 
Przystanek oddano do użytku 12 grudnia 2021. Jest obsługiwany przez Koleje Mazowieckie i SKM Warszawa. 

## Trasy
| Przewoźnik         | Linia | Trasa                                                                          |       |
| ------------------ | ----- | ------------------------------------------------------------------------------ | ----- |
| Koleje Mazowieckie | RL    | Modlin – Warszawa Targówek – Warszawa Lotnisko Chopina                         | [ 7 ] |
| SKM Warszawa       | S3    | Legionowo - Warszawa Targówek - Warszawa Centralna - Warszawa Lotnisko Chopina | [ 8 ] |